# Apricot Portable

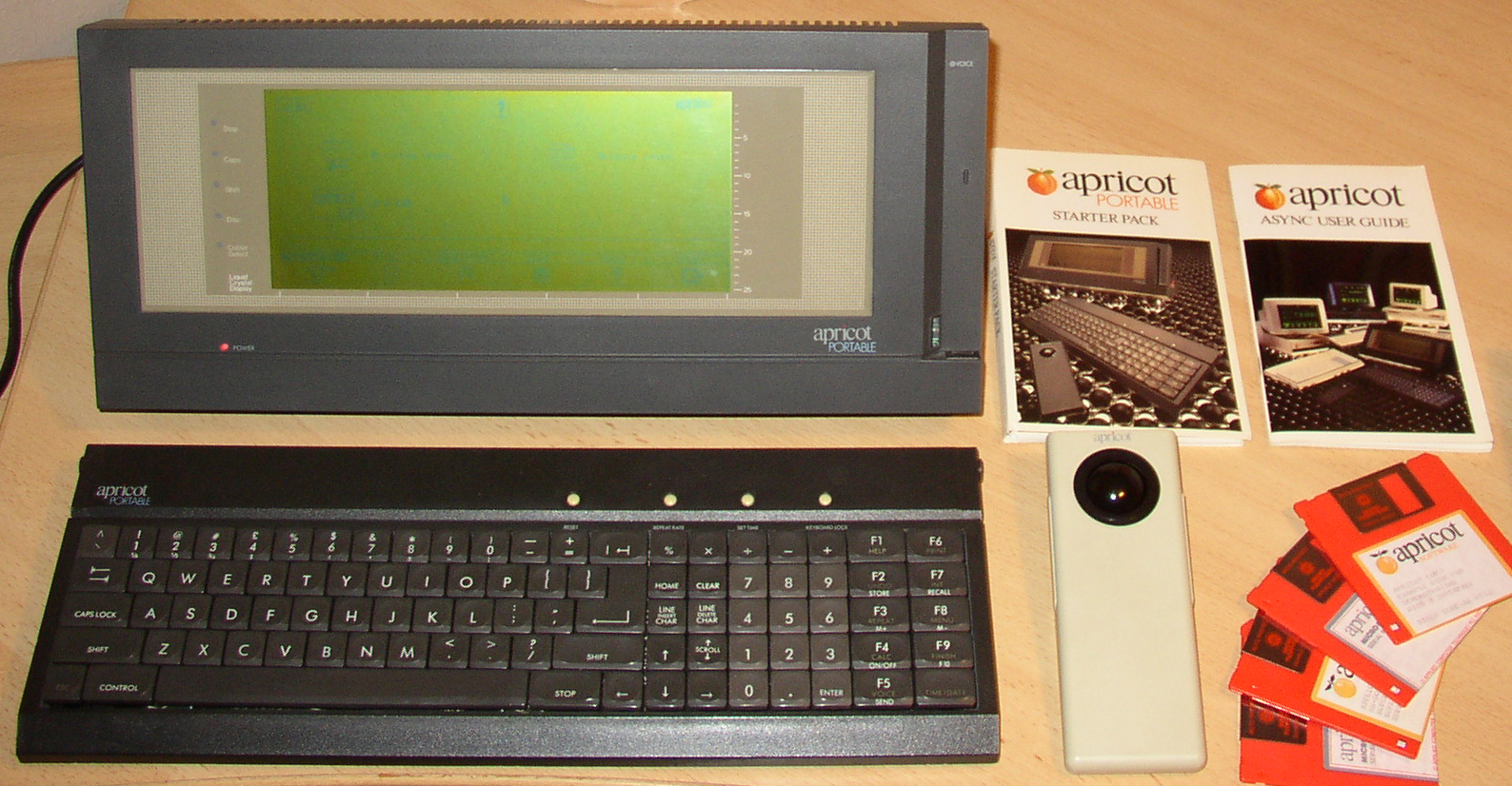
Apricot Portable.

El Apricot Portable fue una computadora portable fabricado por Apricot Computers en 1984. Su precio inicial fue 1.965 £. El precio se redujo en 1985, y se vendió una nueva versión con el doble de RAM. Para diferenciarlos se les llamó FP-256 y FP-512.
Fue considerado como uno de los más avanzados de su época, al ser el primero en montar una LCD integrada capaz de mostrar texto y gráficos de (entonces) alta resolución, incorporar teclado infrarrojo y el reconocimiento de voz. Pero no alcanzó mucho éxito, debido a la falta de compatibilidad tanto con el PC como parcialmente con el resto de la gama Apricot.
Como toda la gama inicial de Apricot se trata de una computadora que ejecuta MS-DOS, pero sin embargo no es compatible IBM PC al no haber podido emular al 100% la BIOS de IBM. Si se intenta ejecutar, por ej., dBase III sólo se obtiene un cuelgue. Existe no obstante un emulador de IBM que permite ejecutar la mayoría de programas siempre que quepan en la RAM disponible.

## Características técnicas
- CPU Intel 8086 a 5 MHz
- ROM 32 KB
- RAM 256 KB (FP-256) o 512 KB (FP-512) ampliables a 1024 en placa base.
- VRAM 128 KB con la opción de color. La pantalla LCD incorporada en la carcasa, fue fabricada por Hitachi, que suministraba un chip controlador, pero Apricot decidió fabricar el suyo propio, bastante más rápido. Puede conectársele un monitor externo y tiene la capacidad de mostrar datos por ambos (similar a cuando conectas una tarjeta Hércules para texto y una EGA/VGA para gráficos en un Compatible IBM PC), mostrando la hoja de cálculo en la LCD y los gráficos en el monitor externo. Soporta los siguientes modos :
  - Texto de 80 x 25 (pantalla LCD)
  - Gráficos en 640 x 200 (pantalla LCD)
  - Gráficos en 640 x 256 con 8 colores de una paleta de 16 colores (monitor externo)
- Sonido : zumbador interno y clicks de las teclas
- Teclado de membrana QWERTY / AZERTY de 92 teclas. Bloque alfanumérico con TAB, CAPS LOCK, SHIFT, ESC (en la esquina inferior izquierda), CONTROL, a la izquierda, BACK, ENTER, SHIFT y STOP a la derecha. Sin separación, bloque de keypad numérico con las 5 teclas de operaciones en la hilera superior (incluido porcentaje), HOME, CLEAR, dos LINE CHAR, teclas de cursor en T invertida y SCROLL. A la derecha sin separación, 9 teclas de función + tecla TIME/DATE (idéntica disposición a la del Apricot F1). Además cuatro pulsadores redondeados de RESET, control de velocidad de repetición del teclado, reinicio del reloj, y bloqueo del teclado. El teclado se conecta por infrarrojos a la computadora mediante una hilera de sensores en la parte más baja.

- Carcasa : 450 mm largo x 172 mm ancho x 200 mm profundo y un peso de 5,8 kg, en plástico gris oliva o blanco. Trackball infrarroja, normalmente en color a juego, que puede recogerse con el teclado en un maletín de plástico rígido. Junto a la pantalla se encuentra el micrófono para el reconocimiento de voz. La unidad de disquete está en el lateral derecho de la base. En la trasera hay un radiador para disipar el calor y bajo una tapa se oculta la expansión de la VRAM y bajo ella un conector DE-9 de monitor RGB, un puerto RS-232 C estadar de 25 pines y un puerto de impresora paralelo con conector Centronics (en lugar del tradicional DB-25). Junto a la tapa el conector de alimentación.
- Soporte
  - Unidad de disquete interna Sony de 3,5 pulgadas
  - Unidad de disco duro externa opcional (Rodine de 10 MB y 3,5)

- Entrada/Salida :
  - Conector de monitor RGB externo.
  - Puerto paralelo de impresora Centronics.
  - Puerto serie RS-232
  - Conector de expansión Apricot
  - Micrófono integrado para el reconocimiento de voz.
- Sistema operativo de serie venía con MS-DOS 2.11 y CP/M-86. Junto con ambos sistemas se entregaba Activity, una interfaz gráfica del sistema operativo (es una versión mejorada del que se entregaba con el Apricot F1), con navegación por iconos y que incluía un editor de iconos. Soporta tanto la trackball como un mouse Microsoft conectado en el puerto serie. Además se suministraban los programas SuperWriter, SuperCalc, SuperPlanner, ACT Diary, ACT Sketch y un tutorial interactivo. Como opción puede ejecutarse Concurrent CP/M Version 3.
- Placa madre está dividida en dos placas, la mayor con las EPROMs de la BIOS, a CPU y los chips de memoria, y la secundaria con los controladores de puertos y disquete.